# Záblatí (Jindřichův Hradec)
Záblatí é uma comuna checa localizada na região da Boêmia do Sul, distrito de Jindřichův Hradec.